# Abū ʿAbdallāh asch-Schīʿī
Abū ʿAbdallāh al-Husain ibn Ahmad asch-Schīʿī (arabisch أبو عبد الله الحسين بن أحمد الشيعي, DMG Abū ʿAbdallāh al-Ḥusain ibn Aḥmad aš-Šīʿī) († 28. Februar 911) war ein bedeutender Missionar der Ismailiten und Begründer der fatimidischen Herrschaft in Nordafrika.
Er wurde im irakischen Kufa (nach anderen Angaben in Sanaa) geboren und war in der Verwaltung im Irak tätig, bevor er sich der Lehre der Ismailiten anschloss. Zunächst missionierte er unter Ibn Hauschab im Jemen und in Mekka, wurde aber von Pilgern in den Maghreb eingeladen.
Dort warb er ab 893 unter den Kutāma-Berbern (Sanhadscha) für den verborgenen Mahdi und bildete aus den Stämmen der Kutāma einen Kampfbund gegen die herrschenden Aghlabiden. Nachdem letztere 902 erste militärische Aktionen der Kutama abgewehrt hatten, eroberte Abu Abdallah 909 mit den Kutāma ganz Ifrīqiya und nahm im März 909 ihre Hauptstadt Raqqada (bei Kairuan) ein. Nachdem er seinen Bruder Abū l-ʿAbbās als Stellvertreter in Raqqada eingesetzt hatte, zog er an der Spitze eines Heeres nach Sidschilmasa, um den fatimidischen Mahdi, der sich dort versteckt hatte, abzuholen. Zusammen mit ihm hielt er im Januar 910 einen triumphalen Einzug in Raqqada.
Der bisher verborgene Führer der ismailitischen Fatimiden nahm nun den Titel eines Kalifen an und führte als Abdallah al-Mahdi (910–934) die Regierung des Fatimidenreiches. Da Abu Abdallah asch-Schi`i wohl gehofft hatte, dass sich al-Mahdi mit der geistlichen Führung begnügen und ihm die weltliche Herrschaft übertragen würde, kam es bald zu Spannungen. Als er bei einer Verschwörung von Missionaren (du'at) und Kutamaführern eine zweifelhafte Rolle spielte, ließ ihn al-Mahdi am 28. Februar 911 ermorden.

## Belege
1. ↑  Vgl. Halm: Das Reich des Mahdi. 1991, S. 122.
2. ↑  Vgl. Halm: Das Reich des Mahdi. 1991, S. 137f.

| Personendaten    | Personendaten |
| ---------------- | --- |
| NAME             | Abū ʿAbdallāh asch-Schīʿī                                                                                         |
| ALTERNATIVNAMEN  | Abū ʿAbdallāh al-Husain ibn Ahmad asch-Schīʿī (vollständiger Name); أبو عبد الله الحسين بن أحمد الشيعي (arabisch) |
| KURZBESCHREIBUNG | Missionar der Ismailiten im Maghreb                                                                               |
| GEBURTSDATUM     | 9. Jahrhundert |
| STERBEDATUM      | 28. Februar 911                                                                                                   |